# دنگ لون
دنگ لون (چینی ساده: 邓伦; چینی سنتی: 鄧倫؛ انگلیسی: Deng Lun؛ زادهٔ ۲۱ اکتبر ۱۹۹۲)، همچنین با نام آلن دنگ (انگلیسی: Allen Deng) نیز شناخته می‌شود، بازیگر فیلم و تلویزیون اهل چین است. او حرفهٔ بازیگری خود را درام عاشقانهٔ گل‌های در مه (۲۰۱۳) آغاز کرد.

## اوایل زندگی
دِنگ در شیجیاژوانگ، خِبِی به دنیا آمد. گفته می شود والدین او در ارتش بودند. او با پدربزرگ و مادربزرگش بزرگ شد و همچنان با مادربزرگش وقت می گذراند. در سال ۲۰۱۱ از بخش نمایش آکادمی تئاتر شانگهای فارغ التحصیل شد.

## فرار مالیاتی
در ۱۵ مارس ۲۰۲۲، دنگ لون به دلیل فرار مالیاتی ۱۶.۶ میلیون دلار جریمه شد. پس از آن او در حساب شخصی خود در شبکه های اجتماعی عذرخواهی کرد. در نهایت، حساب های استودیو و همچنین شبکه های اجتماعی او به حالت تعلیق درآمد و از دسترس خارج شد. چندین برند همکاری خود را با او قطع کردند و سریال های او از آن زمان پخش نشده است.